# Park Narodowy Simlipal
Park Narodowy Simlipal – park narodowy i rezerwat tygrysów (utworzony w 1957 roku), w stanie Orisa, w północno-wschodnich Indiach.

## Flora
Teren parku porastają gęste lasy drzew sal i palisandrowców indyjskich rozdzielane rozległymi łąkami.

## Fauna
Na terenie parku występuje 21 gatunków płazów, 62 gatunki gadów, 361 gatunków ptaków, 55 gatunków ssaków . Szczególną ochroną w parku objete są łuskowce indyjskie.